# Kaló Flórián-díj

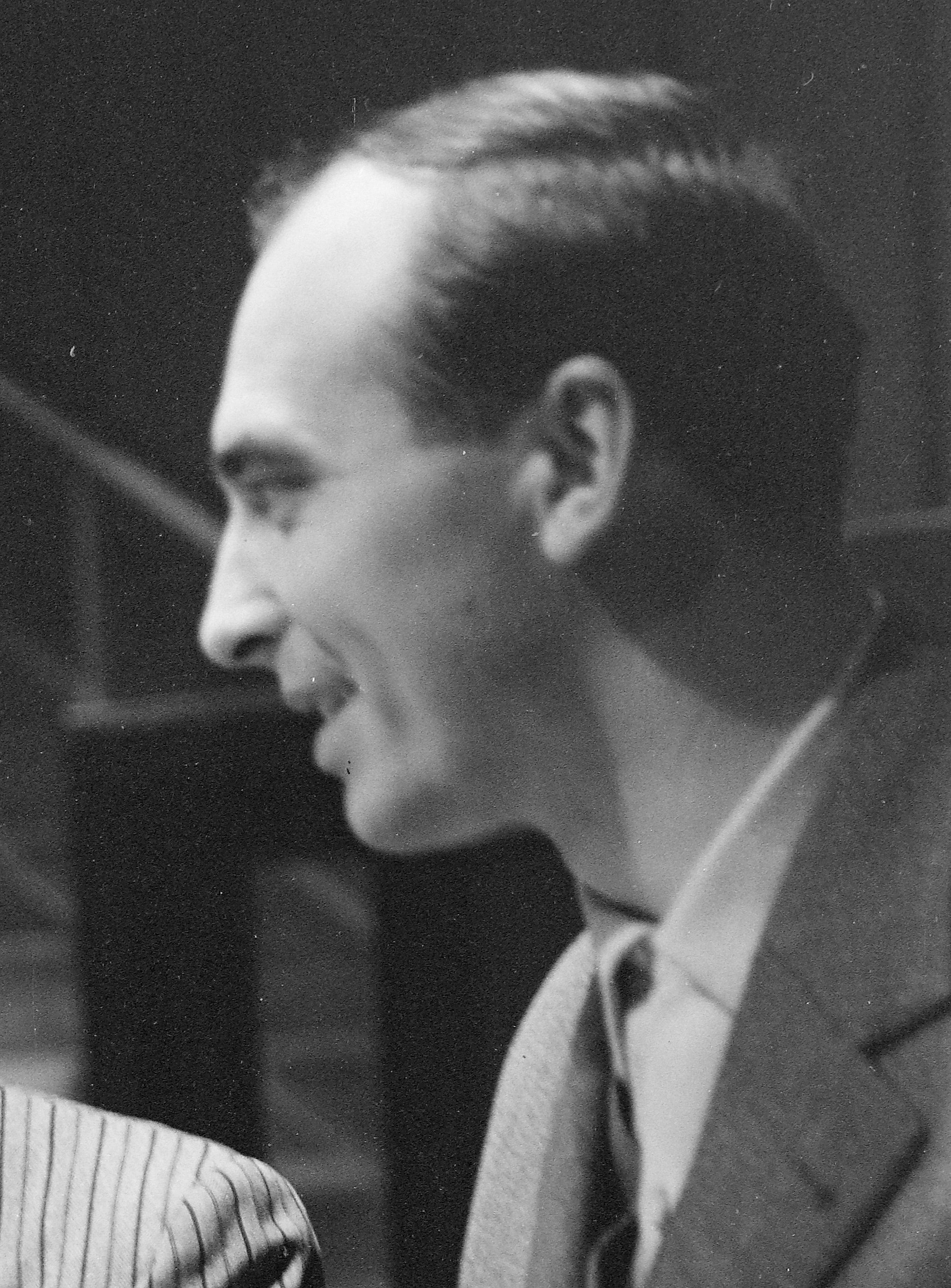
Kaló Flórián

A Kaló Flórián-díjat a színész halála után, emlékére, nevének és munkásságának megőrzésére alapították. Az elismerést alapító kuratórium tagjai: Maros Artúr és Maros Ágnes.

## Díjazottak
- 2006 – Kocsis Judit
- 2007 – Schnell Ádám
- 2008 – Besenczi Árpád
- 2009 – Vándor Éva
- 2010 – Zöld Csaba
- 2011 – Bakó Márta
- 2012 – Józsa Imre
- 2013 – Fehér Anna
- 2014 – Láng József[3]
- 2015 – Ujréti László[4]
- 2016 – Galambos Erzsi, Rékasi Károly[5]
- 2017 – Fila Balázs[2]
- 2018 – Molnár Zsuzsa[6]
- 2019 – Blazsovszky Ákos
- 2020 – Kovalik Ágnes[7]
- 2021 – Pikali Gerda[8] Nemcsák Károly
- 2022 – Quintus Konrád[9]
- 2023 – Chajnóczki Balázs[10]
- 2024 – Szabó Gabi, Újvári Zoltán[11]
- 2025 – Lukács Dániel[12]